# Coleophora jaernaensis
Coleophora jaernaensis é uma espécie de mariposa do gênero Coleophora pertencente à família Coleophoridae.